# Cintractia majewskii
Cintractia majewskii Piątek & Vánky – gatunek grzybów należący do rzędu głowniowców (Ustilaginales).

## Charakterystyka
Grzyby z gatunku Cintractia majewskii rozwijają się w kłoskach roślin z rodzaju Fimbristylis – wiechlinowca należącego do rodziny ciborowatych (Cyperaceae). Owocniki tego gatunku wytwarzane są w postaci sori, pojawiających się na kwiatach żywiciela. Są to kulistawe, czarne twory o średnicy 0,5–1mm, złożonego ze zlepionych zarodników. Sori, podobnie jak u Cintractia amazonica, pozbawione są jednak otaczającego je ścianki, co jest charakterystyczne raczej dla rodzaju Ustanciosporium.

## Systematyka i nazewnictwo
Pozycja w klasyfikacji według Index Fungorum: Anthracoideaceae, Ustilaginales, Ustilaginomycetidae, Ustilaginomycetes, Ustilaginomycotina, Basidiomycota, Fungi.
Gatunek ten został po raz pierwszy opisany przez Marcina Piątka i Kálmána Vánky’ego w artykule Cintractia majewskii, a new smut fungus (Ustilaginomycetes) on Fimbristylis (Cyperaceae) from Africa, opublikowanym w „Polish Botanical Journal” z 2005:

Cintractia majewskii M. Piątek & Vánky, sp. nov.
Typus (hic designatus) in matrice Fimbristylis sp., Democratic Republic of the Congo, Gungu, Mukulu, 06°00′S, 19°20′E, Jan. 1914, leg. H. Vanderyst, Holotypus in BR 121117-61!
Sori in omnibus fl oribus inconspicui, glumis obtecti, globose vel ovoidei, 0.5–1.0 mm in diam., nigri, compositi e massa agglutinata sporarum cum pulveracea superfi cie; infectio systemica; sporae solitariae, applanatae, lateraliter ellipticae, 7.0–9.5 μm latae, visu plano subcirculares, ellipticae, ovoideae, paulo irregulares, 9.5–13.5 × 10.5–15.0(–16.0) μm, luteofuscae; paries sporae paulo inaequalis, tenuior in applanatis partibus, 0.5–1.0 μm, crassus, superficies in LM dense et tenuiter verruculosa, in faciei latere altero sporae laevigatae tenuiter sinuosae, in SEM tenuiter et irregulariter reticulatiformis cum irregulariter verruculosis muris; hyalinae appendices absentes.

Nazwa gatunkowa została nadana na cześć polskiego mikologa, Tomasza Majewskiego.

## Występowanie
Gatunek ten jest znany jedynie z próbek roślinnych, zebranych w 1914 przez jezuickiego misjonarza, Hyacinthe’a Vanderysta w Kongu.